# Deborah Lee James
Deborah Roche Lee James (ur. 25 listopada 1958 w Long Branch) – amerykańska polityczka, członkini Partii Demokratycznej.

## Działalność polityczna
Od 1993 do 1998 była asystentką sekretarza obrony ds. rezerw w administracji prezydenta Billa Clintona. W okresie od 20 grudnia 2013 do 20 stycznia 2017 była sekretarzem sił powietrznych w administracji prezydenta Baracka Obamy.

## Odznaczenia
- Medal Departamentu Obrony za Wybitną Służbę Publiczną (2017)[4]